# 威氏連鰭唇魚
威氏連鰭唇魚（學名：Xyrichtys wellingtoni）為輻鰭魚綱鱸形目隆頭魚亞目隆頭魚科的其中一種，被IUCN列為易危保育類動物，分布於中東太平洋的克利珀頓島海域，棲息深度18-20公尺，體長可達7.2公分，棲息在沙底質海域，生活習性不明。